# Ян Птачек
Ян Птачек из Пиркштейна (чеш. Jan Ptáček z Pirkštejna) — богемский землевладелец и дворянин во времена правления короля Вацлава IV. Пан Ратае-над-Сазавоу и Польны из рода Роновичей.

## Происхождение
Ян принадлежал роду панов из Липы, являвшегося ответвлением феодального клана Роновичей. Отец — Пан Ян Ежек Птачек. Дальний родственник Пана Гануша из Липы.

## Биография
Вероятнее всего Ян родился в 1388 году, учитывая, что некоторые источники утверждают что Птачек достиг совершеннолетия в 1406 году.
Был единственным сыном Яна Ежека из Ронова.
Ян был несовершеннолетним, когда его отец умер в конце XIV века. Следовательно, Генрих III Липский стал его опекуном. Гануш из Липы, сын Генриха, стал опекуном Яна и управлял владениями после смерти Генриха. Лишь в 1412 году Ганушу было приказано уйти, и Ян начал управлять своими владениями.
Ян выступил против гуситов в гуситских войнах. Известно, что он сражался в битве при Живогоште под командованием Петра из Штернберка в 1419 году. Предполагается, что он умер в том же году, а его сын Гинце Птачек из Пиркштейна сменил его в 1420 году

## В культуре
Ян Птачек, персонаж видеоигр 2018 и 2025 года Kingdom Come: Deliverance, Kingdom Come: Deliverance II основан на Яне. Его озвучил Люк Дэйл.